# درجه آر: ریمیکس
درجه آر: ریمیکس (به انگلیسی: Rated R: Remixed) دومین آلبوم ریمیکس از خواننده اهل باربادوس ریانا است که در ۸ مه ۲۰۱۰ منتشر شد.